# Які ж ми були молоді
«Які ж ми були молоді» (рос. «Как молоды мы были») — український радянський драматичний фільм, знятий Михайлом Бєліковим на кіностудії імені Олександра Довженка. Прем'єра стрічки в СРСР відбулась 28 жовтня 1985 року. 

## Сюжет
Фільм розповідає про друзів дитинства, Сашка та Юлю, які зустрічаються після тривалого розлучення через війну.

## У ролях
- Тарас Денисенко — Сашко
- Олена Шкурпело — Юлька
- Ніна Шаролапова — Марія
- Олександр Пашутін — дядько Петя
- Олександр Свиридовський — дядько Валя
- Тетяна Кравченко — Тося
- Анатолій Лук'яненко — Віктор
- Михайло Кокшенов — Гавриїл Михайлович
- Крилова Олена — Нінон

## Творча група
- Автор сценарію і режисер-постановник: Михайло Бєліков
- Оператор-постановник: Василь Трушковський
- Художник-постановник: Олексій Левченко
- Композитор: Юрій Винник
- Звукооператор: Анатолій Чернооченко
- Монтажер: Наталія Акайомова
- Художники по костюмах: Валентина Горлань, Галина Фоміна
- Комбіновані зйомки:
  - оператор — М. Бродський,
  - художник — Михайло Полунін
- У фільмі використано музику Ф. Шопена, Д. Гершвіна, а також твори радянських та зарубіжних композиторів 30-50-х років
- Редактор: Катерина Шандибіна
- Директор картини: Михайло Костюковський

## Визнання
| Нагороди та номінації фільму «Які ж ми були молоді» | Нагороди та номінації фільму «Які ж ми були молоді» | Нагороди та номінації фільму «Які ж ми були молоді» | Нагороди та номінації фільму «Які ж ми були молоді» | Нагороди та номінації фільму «Які ж ми були молоді» | Нагороди та номінації фільму «Які ж ми були молоді» |
| Рік                                                 | Кінопремія / Кінофестиваль                          | Категорія / Нагорода                                | Номінант                                            | Результат                                           |                                                     |
| --------------------------------------------------- | --------------------------------------------------- | --------------------------------------------------- | --------------------------------------------------- | --------------------------------------------------- | --------------------------------------------------- |
| 1985                                                | Київський міжнародний кінофестиваль «Молодість»     | Найкращий актор                                     | Тарас Денисенко                                     | Перемога                                            |                                                     |
| 1986                                                | Торінський міжнародний фестиваль молодіжного кіно   | Найкращий фільм                                     | «Які ж ми були молоді»                              | Номінація                                           |                                                     |

У 1986 році режисер Михайло Бєліков за створення фільмів «Ніч коротка» (1981) та «Які ж ми були молоді» отримав Державну премію імені Тараса Шевченка.